# 細美遥子
細美 遥子（ほそみ ようこ、1960年 - ）は、日本の翻訳家。英米文学を多く翻訳。幹 遙子（みき ようこ）名義でも翻訳活動を行っている。細美名義では主にミステリ、ホラーを、幹名義では主にファンタジー、SFの翻訳を行っている。

## 略歴
高知県高知市生まれ。高知大学文学部人文学科卒業。専攻は心理学。
高校時代、大森望、岩郷重力らとSFファン活動をはじめる。大学時代は、学外会員として大森が創設した京都大学SF研究会に参加。のち翻訳家になる。
日本推理作家協会会員。神戸市在住。

## 訳書

### 細美遥子名義
- 『ダーコーヴァ不時着』（M・Z・ブラッドリー、宇井千史共訳、東京創元社、創元推理文庫、ダーコーヴァ年代記） 1987
- 『12月の扉』（ディーン・R・クーンツ、東京創元社、創元ノヴェルズ） 1989
- 『雷鳴の館』（ディーン・R・クーンツ、扶桑社、扶桑社ミステリー） 1989
- 『ビジネスマン』（トマス・M・ディッシュ、東京創元社、創元推理文庫） 1990
- 『運命の町』（ジョン・ソール、扶桑社、扶桑社ミステリー） 1990
- 『風が吹くとき』（ジョン・ソール、東京創元社 1992 (創元推理文庫)
- 『メアリと巨人』（フィリップ・K・ディック、菊池誠共訳、筑摩書房） 1992
- 『不思議な遺言』上・下（バーバラ・マイクルズ、扶桑社、扶桑社ミステリー） 1992
- 『川の書』（イアン・ワトスン、東京創元社、創元SF文庫、黒き流れ1)  1994
- 『星の書』（イアン・ワトスン、東京創元社、創元SF文庫、黒き流れ2)  1994
- 『存在の書』（イアン・ワトスン、東京創元社、創元SF文庫、黒き流れ3)  1994
- 『鏡をのぞく女』（ジェーン・ウォーターハウス、講談社、講談社文庫） 1999
- 『氷の収穫』（スコット・フィリップス、早川書房、ハヤカワ・ミステリ文庫） 2001
- 『真夜中への鍵』（ディーン・クーンツ、東京創元社、創元推理文庫)  2001
- 『人生におけるいくつかの過ちと選択』（ウォーリー・ラム、講談社、講談社文庫） 2002
- 『タトゥ・ガール』（ブルック・スティーヴンズ、講談社、講談社文庫） 2004
- 『バブルズはご機嫌ななめ』（サラ・ストロマイヤー、講談社、講談社文庫） 2005
- 『マイアミ弁護士 : ソロモン&ロード』上・下（ポール・ルバイン、講談社、講談社文庫） 2006
- 『深海のアリバイ : マイアミ弁護士ソロモン&ロード』上・下（ポール・ルバイン、講談社、講談社文庫） 2008
- 『ガットショット・ストレート』（ルー・バーニー、イースト・プレス） 2014
- 『われはラザロ』（アンナ・カヴァン、文遊社） 2014
- 『チェンジ・ザ・ネーム』（アンナ・カヴァン、文遊社） 2016

#### ドラゴンランス
- 『ドラゴンランス英雄伝 1 クリンの魔法』（マーガレット・ワイス, トレイシー・ヒックマン編、安田均共訳、富士見書房、富士見文庫、富士見ドラゴンノベルズ) 1989
- 『ドラゴンランス戦記 1』（トーマス・イエイツイラスト、ロイ・トーマスストーリー、富士見書房、グラフィック・ノベル） 1989
- 『ドラゴンランス戦記 2』（トーマス・イエイツイラスト、ロイ・トーマスストーリー、富士見書房、グラフィック・ノベル） 1989
- 『ドラゴンランス戦記 3』（トニー・デズニガイラスト、ロイ・トーマスストーリー、富士見書房、グラフィック・ノベル） 1990
- 『ドラゴンランス伝説 2 イスタルの神官王』（マーガレット・ワイス, トレイシー・ヒックマン、安田均共訳、富士見書房、富士見文庫、富士見ドラゴンノベルズ)  1990
- 『ドラゴンランス伝説 3 黒ローブの老魔術師』（マーガレット・ワイス, トレイシー・ヒックマン、安田均共訳、富士見書房、富士見文庫、富士見ドラゴンノベルズ)  1990
- 『ドラゴンランス英雄伝 2 タッスルの魔法の笛』（マーガレット・ワイス, トレイシー・ヒックマン編、安田均共訳、富士見書房、富士見文庫、富士見ドラゴンノベルズ)  1991
- 『ドラゴンランス伝説 4 レオクルスの英雄』（マーガレット・ワイス, トレイシー・ヒックマン、安田均共訳、富士見書房、富士見文庫、富士見ドラゴンノベルズ)  1991
- 『ドラゴンランス伝説 5 黒薔薇の騎士』（マーガレット・ワイス, トレイシー・ヒックマン、安田均共訳、富士見書房、富士見文庫、富士見ドラゴンノベルズ)  1992
- 『ドラゴンランス伝説 6 奈落の双子』（マーガレット・ワイス, トレイシー・ヒックマン、安田均共訳、富士見書房、富士見文庫、富士見ドラゴンノベルズ)  1992

#### ジャネット・イヴァノヴィッチ
- 『私が愛したリボルバー』（ジャネット・イヴァノヴィッチ、扶桑社、扶桑社ミステリー） 1996
- 『あたしにしかできない職業』（ジャネット・イヴァノヴィッチ、扶桑社、扶桑社ミステリー） 1997
- 『モーおじさんの失踪』（ジャネット・イヴァノヴィッチ、扶桑社、扶桑社ミステリー） 1998
- 『サリーは謎解き名人』（ジャネット・イヴァノヴィッチ、扶桑社、扶桑社ミステリー） 1999
- 『けちんぼフレッドを探せ!』（ジャネット・イヴァノヴィッチ、扶桑社、扶桑社ミステリー） 2001
- 『わしの息子はろくでなし』（ジャネット・イヴァノヴィッチ、扶桑社、扶桑社ミステリー） 2002
- 『やっつけ仕事で八方ふさがり』（ジャネット・イヴァノヴィッチ、扶桑社、扶桑社ミステリー） 2003
- 『快傑ムーンはご機嫌ななめ』（ジャネット・イヴァノヴィッチ、扶桑社、扶桑社ミステリー） 2003
- 『お騒がせなクリスマス』（ジャネット・イヴァノヴィッチ、扶桑社、扶桑社ミステリー） 2003
- 『気分はフルハウス』（ジャネット・イヴァノヴィッチ、扶桑社、扶桑社ミステリー） 2004
- 『九死に一生ハンター稼業』（ジャネット・イヴァノヴィッチ、扶桑社、扶桑社ミステリー） 2006
- 『気分はフル回転!』（ジャネット・イヴァノヴィッチ、扶桑社、扶桑社ミステリー） 2007
- 『バスルームから気合いを込めて』（ジャネット・イヴァノヴィッチ、集英社、集英社文庫） 2008
- 『カスに向かって撃て!』（ジャネット・イヴァノヴィッチ、集英社、集英社文庫） 2008
- 『あたしの手元は10000ボルト』（ジャネット・イヴァノヴィッチ、集英社、集英社文庫） 2009
- 『勝手に来やがれ』（ジャネット・イヴァノヴィッチ、集英社、集英社文庫） 2010

#### マーセデス・ラッキー
- 『魔法の使徒 : 最後の魔法使者 第1部』上・下（マーセデス・ラッキー、東京創元社、創元推理文庫） 2009
- 『魔法の誓約 : 最後の魔法使者 第2部』上・下（マーセデス・ラッキー、東京創元社、創元推理文庫） 2010
- 『魔法の代償 : 最後の魔法使者 第3部』上・下（マーセデス・ラッキー、東京創元社、創元推理文庫） 2012
- 『黒き鷲獅子(グリフォン） : 魔法戦争 第1部』上・下（ラッキー, ディクスン、佐藤美穂子共訳 東京創元社、創元推理文庫） 2013
- 『白き鷲獅子(グリフォン） : 魔法戦争 第2部』上・下（ラッキー, ディクスン、佐藤美穂子共訳 東京創元社、創元推理文庫） 2015

### 幹遙子名義
- 『スロー・リバー』（ニコラ・グリフィス、早川書房、ハヤカワ文庫SF） 1998
- 『太陽の王と月の妖獣』上・下（ヴォンダ・N・マッキンタイア、早川書房、ハヤカワ文庫SF） 2000
- 『伝説は永遠に : ファンタジィの殿堂 2』（ロバート・シルヴァーバーグ編、共訳、早川書房、ハヤカワ文庫FT） 2000
- 『シャドウ・ファイル / 覗く』（ケイ・フーパー、早川書房、ハヤカワ文庫NV） 2001
- 『シャドウ・ファイル / 狩る』（ケイ・フーパー、早川書房、ハヤカワ文庫NV） 2001
- 『グリュフォンの卵』（マイクル・スワンウィック、小川隆, 金子浩他共訳、早川書房、ハヤカワ文庫SF） 2006
- 『遺す言葉、その他の短篇』（アイリーン・ガン、早川書房、海外SFノヴェルズ） 2006
- 『ヒー・イズ・レジェンド』（クリストファー・コンロン編、ジョー・ヒル, スティーヴン・キングほか著、共訳、小学館、小学館文庫） 2010
- 『グリムスペース』（アン・アギアレイ、早川書房、ハヤカワ文庫SF） 2011
- 『THE FUTURE IS JAPANESE』（伊藤計劃, 円城塔, 小川一水他著、共訳、早川書房、ハヤカワSFシリーズJコレクション） 2012
- 『最後の帝国艦隊』（ジャスパー・T・スコット、早川書房、ハヤカワ文庫SF） 2015
- 『異種間通信』（ジェニファー・フェナー・ウェルズ、早川書房、ハヤカワ文庫SF） 2016

#### アン・マキャフリイ
- 『竜の貴婦人』上・下（アン・マキャフリイ、早川書房、ハヤカワ文庫SF、パーンの竜騎士外伝2) 1991
- 『ネリルカ物語』（アン・マキャフリイ、早川書房、ハヤカワ文庫SF、パーンの竜騎士外伝3) 1991
- 『ペガサスに乗る』（アン・マキャフリイ、早川書房、ハヤカワ文庫SF） 1995
- 『ペガサスで翔ぶ』（アン・マキャフリイ、早川書房、ハヤカワ文庫SF） 1995

#### ナンシー・A・コリンズ
- 『ミッドナイト・ブルー』（ナンシー・A・コリンズ、早川書房、ハヤカワ文庫FT） 1997
- 『フォーリング・エンジェル』（ナンシー・A・コリンズ、早川書房、ハヤカワ文庫FT） 1997
- 『ゴースト・トラップ』（ナンシー・A・コリンズ、早川書房、ハヤカワ文庫FT） 1997
- 『ブラック・ローズ』（ナンシー・A・コリンズ、早川書房、ハヤカワ文庫FT） 1998